# Gruppen af De Grønne/Europæiske Frie Alliance
Gruppen af De Grønne/Europæiske Frie Alliance (G/EFA) er en gruppe i Europa-Parlamentet, bestående af de to europæiske partier De Europæiske Grønne (European Greens) og Europæiske Frie Alliance (European Free Alliance, EFA). De Europæiske Grønne er en sammenslutning af grønne partier, mens EFA er en sammenslutning af europæiske mindretalspartier. Fra Danmark sidder Socialistisk Folkeparti i gruppen, der i alt har 73 medlemmer.

## Medlemspartier
Listen dækker nuværende og tidligere medlemspartier
| Land           | Parti |
| -------------- | --- |
| Belgien        | Ecolo Groen Nieuw-Vlaamse Alliantie |
| Danmark        | Socialistisk Folkeparti |
| Estland        | Løsgænger Indrek Tarand |
| Finland        | Vihreä liitto |
| Frankrig       | Europe Écologie Les Verts U Partitu di a Nazione Corsa |
| Grækenland     | Oikologoi Prasinoi |
| Holland        | GroenLinks Europa Transparant(2004-2008) |
| Italien        | Federazione dei Verdi |
| Kroatien       | Održivi razvoj Hrvatske |
| Letland        | Latvijas Krievu savienība |
| Litauen        | Lietuvos valstiečių ir žaliųjų sąjunga |
| Luxemburg      | Déi Gréng |
| Portugal       | Livre |
| Slovenien      | Verjamem |
| Spanien        | Equo Esquerra Republicana de Catalunya L'Esquerra pel Dret a Decidir Iniciativa per Catalunya Verds Bloc Nacionalista Valencià Eusko Alkartasuna Bloque Nacionalista Galego |
| Storbritannien | Green Party of England and Wales Scottish National Party Plaid Cymru |
| Sverige        | Miljöpartiet de Gröna Piratpartiet |
| Tyskland       | Bündnis 90/Die Grünen Piratenpartei Deutschland Ökologisch-Demokratische Partei Volt Deutschland                                                                            |
| Ungarn         | Párbeszéd Magyarországért Lehet Más a Politika |
| Østrig         | Die Grünen |